# Episodi di Lo sceriffo indiano
La prima e unica stagione della serie televisiva Lo sceriffo indiano è andata in onda negli Stati Uniti dal 1º ottobre 1959 al 5 maggio 1960 sulla NBC.
| nº | Titolo originale           | Prima TV USA     | Titolo italiano | Prima TV Italia |
| -- | -------------------------- | ---------------- | --------------- | --------------- |
| 1  | Prairie Incident           | 1º ottobre 1959  |                 |                 |
| 2  | Full Circle                | 8 ottobre 1959   |                 |                 |
| 3  | A Matter of Life and Death | 15 ottobre 1959  |                 |                 |
| 4  | The Hostiles               | 22 ottobre 1959  |                 |                 |
| 5  | Passenger to Mescalero     | 29 ottobre 1959  |                 |                 |
| 6  | Blood Trails               | 5 novembre 1959  |                 |                 |
| 7  | Desperate Decision         | 12 novembre 1959 |                 |                 |
| 8  | Appointment in Santa Fe    | 19 novembre 1959 |                 |                 |
| 9  | The Gibbet                 | 26 novembre 1959 |                 |                 |
| 10 | The Dude                   | 3 dicembre 1959  |                 |                 |
| 11 | The Innocents              | 10 dicembre 1959 |                 |                 |
| 12 | Clear Title                | 17 dicembre 1959 |                 |                 |
| 13 | Toll Road                  | 24 dicembre 1959 |                 |                 |
| 14 | Calculated Risk            | 31 dicembre 1959 |                 |                 |
| 15 | Fear                       | 7 gennaio 1960   |                 |                 |
| 16 | Endurance                  | 14 gennaio 1960  |                 |                 |
| 17 | The Comet                  | 21 gennaio 1960  |                 |                 |
| 18 | The Rawhiders              | 28 gennaio 1960  |                 |                 |
| 19 | The Impostor               | 4 febbraio 1960  |                 |                 |
| 20 | Common Ground              | 11 febbraio 1960 |                 |                 |
| 21 | The Matriarch              | 18 febbraio 1960 |                 |                 |
| 22 | A Question of Courage      | 25 febbraio 1960 |                 |                 |
| 23 | Dangerous Barriers         | 10 marzo 1960    |                 |                 |
| 24 | The Show-Off               | 17 marzo 1960    |                 |                 |
| 25 | Rabbit's Fang              | 24 marzo 1960    |                 |                 |
| 26 | Stella                     | 31 marzo 1960    |                 |                 |
| 27 | Amnesty                    | 7 aprile 1960    |                 |                 |
| 28 | Jeb's Daughters            | 14 aprile 1960   |                 |                 |
| 29 | Cavern of the Wind         | 21 aprile 1960   |                 |                 |
| 30 | Trojan Horse               | 5 maggio 1960    |                 |                 |

## Prairie Incident
- Prima televisiva: 1º ottobre 1959
- Diretto da: Douglas Heyes
- Scritto da: Harry Kronman

### Trama
- Guest star: J. Pat O'Malley (vecchio), Richard Devon (Johnny), Harry Swoger (Hobie Girard), William D. Gordon (Deke), Gina Gillespie (Tess Wilkins)

## Full Circle
- Prima televisiva: 8 ottobre 1959
- Diretto da: Jerry Hopper
- Scritto da: David Lang

### Trama
- Guest star: Gail Kobe (Nora Chafee), Joseph V. Perry (Egan), Lyle Bettger (sceriffo Max Chafee), John Collier (George), Wayne Rogers (Frank Anderson), Joel Ashley (Calhoun)

## A Matter of Life and Death
- Prima televisiva: 15 ottobre 1959
- Diretto da: Richard Whorf
- Scritto da: Cyril Hume

### Trama
- Guest star: Hampton Fancher (Harver), Perry Ivins (Redmond), Jean Allison (Rosa Costello Slade), Roberto Contreras (Frank Ramay), Gustavo Rojo (Charlie Slade), Dayton Lummis (Marshal Andy Morrison), William Mims (Express Agent), Brett King (uomo), Gordon Polk (Lyons), Paul Carr (Deputy Billy Lordon)

## The Hostiles
- Prima televisiva: 22 ottobre 1959
- Diretto da: Don Medford
- Scritto da: Calvin Clements Sr.

### Trama
- Guest star: Anne Benton (Farm Girl), Peter Whitney (Knappe), John Milford (Jason), Tiger Fafara (Roy Garnett), Gina Gillespie (Tess Wilkins), Dayton Lummis (Marshal Andy Morrison), Dorothy Adams (Mrs. Garnett), Dabbs Greer (Wes), Suzanne Lloyd (Cora), Clu Gulager (Truck Garnett)

## Passenger to Mescalero
- Prima televisiva: 29 ottobre 1959
- Diretto da: William F. Claxton
- Scritto da: Palmer Thompson

### Trama
- Guest star: Eddie Quillan (Horace Arnold), Rayford Barnes (Rick Modesto), Brian G. Hutton (Johnny Q), Richard Gaines (J. Roberts Pawley), Gina Gillespie (Tess Wilkins), Alice Backes (Abbey Holmes), John Pickard (Mack), Bud Osborne (conducente), Hope Summers (Mrs. Dodge)

## Blood Trails
- Prima televisiva: 5 novembre 1959
- Diretto da: Richard Whorf
- Scritto da: Arthur Browne, Jr.

### Trama
- Guest star: Michael Vandever (Tim), Dayton Lummis (Marshal Andy Morrison), Michael Hinn (Marshal Jim Gordon), Fiona Hale (Sarah Gordon), Nora Marlowe (Martha Commager), Gina Gillespie (Tess Wilkins), Chris Alcaide (Charlie Wolf)

## Desperate Decision
- Prima televisiva: 12 novembre 1959
- Diretto da: Robert Gordon
- Scritto da: David Lang

### Trama
- Guest star: Bill Catching (Potter), Tom McDonough (Neeley), Donald Buka (Roy), John Marley (Walt), Manuel Lopez (Bandit Leader), Robert J. Wilke (Amos)

## Appointment in Santa Fe
- Prima televisiva: 19 novembre 1959
- Diretto da: William F. Claxton
- Scritto da: Arthur Browne, Jr.

### Trama
- Guest star: Nora Marlowe (Martha Commager), Dayton Lummis (Marshal Andy Morrison), J. Pat O'Malley (Doc Leonard), Robert Osterloh (Joe Baker), Gina Gillespie (Tess Wilkins), John Anderson (Clyde Santee)

## The Gibbet
- Prima televisiva: 26 novembre 1959
- Diretto da: William F. Claxton
- Scritto da: Pat Fielder

### Trama
- Guest star: Walter Burke (Smith), Bill Erwin (dottor Palmer), Mort Mills (Zeb Dirksen), Patrick Riley (Curley), George Mitchell (Aaron), Dee Pollock (Nate), Robert F. Simon (Frank Keller)

## The Dude
- Prima televisiva: 3 dicembre 1959
- Diretto da: Ted Post
- Scritto da: Cyril Hume

### Trama
- Guest star: Ralph Moody (Danforth), Barry Brooks (Cole), Clegg Hoyt (Hungerford), Earle Hodgins (barista), Robert Vaughn (Theodore Roosevelt), Gina Gillespie (Tess Wilkins), Sammy Reese (Figure), Wayne Tucker (French), Peter Whitney (Tree Sterling)

## The Innocents
- Prima televisiva: 10 dicembre 1959
- Diretto da: Ted Post
- Scritto da: Bob Barbash

### Trama
- Guest star: Carter DeHaven (Charlie Banner), Olive Carey (Martha), Elena Verdugo (Connie Drake), Clancy Cooper (Cully), John Newton (Barney), John Harrison (Posse Rider), Robert Vaughn (Ross Drake)

## Clear Title
- Prima televisiva: 17 dicembre 1959
- Diretto da: John Peyser
- Scritto da: David P. Harmon

### Trama
- Guest star: Jean Allison (Helen Jakowsky), Garry Walberg (Mike), Lee Van Cleef (Tracey), Jack Kruschen (dottor Pearson), Steve Gravers (Stan Jakowsky), John Dehner (Walter Shannon)

## Toll Road
- Prima televisiva: 24 dicembre 1959
- Diretto da: James Sheldon
- Scritto da: Calvin Clements Sr.

### Trama
- Guest star: Jeanne Wood (Mrs. Dawson), Richard Rust (Healy), Maggie Pierce (Ellen Dawson), Phil Chambers (Dan Dawson), Paul Fix (Coleman), Robert Morris (Davey), Bert Freed (Benson)

## Calculated Risk
- Prima televisiva: 31 dicembre 1959
- Diretto da: James Neilson
- Scritto da: Howard Dimsdale

### Trama
- Guest star: Don Grady (Clint), Chris Alcaide (Dan), Lane Bradford (Newt), Wayne Rogers (Billy Lordan)

## Fear
- Prima televisiva: 7 gennaio 1960
- Diretto da: Paul Wendkos
- Scritto da: Arthur Browne, Jr.

### Trama
- Guest star: Peggy Webber (Hattie Mullen), John Larch (Jasper Mullen), Stephen Talbot (Steve Mullen)

## Endurance
- Prima televisiva: 14 gennaio 1960
- Diretto da: William F. Claxton
- Scritto da: Arthur Browne, Jr.

### Trama
- Guest star: John Anderson (Matthew Bannock), Michael Raffetto (padre Robles), Joseph Ruskin (Crow)

## The Comet
- Prima televisiva: 21 gennaio 1960
- Diretto da: John Peyser
- Scritto da: Cyril Hume

### Trama
- Guest star: Charity Grace (Mrs. Alymer), Enid James (Holly), Ned Glass (Potter), Wayne Tucker (Bunsing), George Trevino (sceriffo Robledo), Dan Sheridan (Nisbro), Jacques Aubuchon (Jordan)

## The Rawhiders
- Prima televisiva: 28 gennaio 1960
- Diretto da: Paul Landres
- Scritto da: Jay Simms

### Trama
- Guest star: Alex Gerry (giudice Mason), Billy Booth (Quinn Wesley), Joe De Santis (Cooper), John Milford (Lije Wesley), Peter Whitney (John Wesley)

## The Impostor
- Prima televisiva: 4 febbraio 1960
- Diretto da: David Lowell Rich
- Scritto da: David Lang

### Trama
- Guest star: Francis McDonald (Cavour Watkins), Mickey Finn (Curley), Lawrence Dobkin (Hempner), John Hoyt (colonnello Springer), Theodore Lehmann (Darcus), Lane Bradford (Frank Jackson), Tyler McVey (Marshal Penrose), Harry Landers (Kid Remick)

## Common Ground
- Prima televisiva: 11 febbraio 1960
- Diretto da: John Peyser
- Scritto da: Calvin Clements Sr.

### Trama
- Guest star: Michael Pate (Frank Deegan), Jess Kirkpatrick (Timmins)

## The Matriarch
- Prima televisiva: 18 febbraio 1960
- Diretto da: Arthur Hilton
- Scritto da: Teddi Sherman

### Trama
- Guest star: Michael Hinn (Hodie Carver), Robert F. Hoy (September Smith), Denver Pyle (Burke Carew), Alan Reed, Jr. (Dey Valeri), Michael T. Mikler (Link Carver), Patricia Huston (Greta Lane), Lynn Bari (Constance Valeri)

## A Question of Courage
- Prima televisiva: 25 febbraio 1960
- Diretto da: John Rich
- Scritto da: Donn Mullally

### Trama
- Guest star: Ken Mayer (Wally Kolb), Ken Drake (Bill Downs), Patricia Donahue (Edie Shaw), Ted de Corsia (Bert Kolb), Ray Kellogg (Cal James), Claude Akins (sceriffo Clifford Shaw)

## Dangerous Barriers
- Prima televisiva: 10 marzo 1960
- Diretto da: Paul Landres
- Scritto da: Harry Kronman

### Trama
- Guest star: John Zaccaro (Ty Loomis), Ray Kellogg (Dave Meggars), Steven Marlo (Manuel Ramores), Frank Puglia (Don Esteban Ramores), Jovan Monteid (ragazza), Wayne Rogers (Billy Lordan), Percy Helton (Del Martin), Arch Johnson (Cass Mabry)

## The Show-Off
- Prima televisiva: 17 marzo 1960
- Diretto da: John Peyser
- Scritto da: John Dunkel

### Trama
- Guest star: Roberto Contreras (Pedro), Joan Lora (Josepha), Leo Gordon (Garth Rand), Jose Gonzales-Gonzales (Jose), Jess Kirkpatrick (Timmins), Tom London (conducente della diligenza), Scott Marlowe (Clancy Jones)

## Rabbit's Fang
- Prima televisiva: 24 marzo 1960
- Diretto da: Paul Landres
- Scritto da: Jay Simms

### Trama
- Guest star: Christopher Dark (Quint Macklin), Gregg Martell (Lem), Constance Ford (Jessie Lawrence), Peter Brocco (Schuyler), Craig Duncan (Livery Man), Don Dubbins (Mite Rankin)

## Stella
- Prima televisiva: 31 marzo 1960
- Diretto da: Paul Landres
- Scritto da: James Edwards

### Trama
- Guest star: Wesley Lau (Staff Meeker), William Fawcett (Shep Collins), Richard Devon (Cy Erby), Charlie Briggs (Bob Erby), Gloria Talbott (Stella Meeker)

## Amnesty
- Prima televisiva: 7 aprile 1960
- Diretto da: Robert Gordon
- Scritto da: Lee Berg

### Trama
- Guest star: Paul Sorenson (Ludwig), Natalie Norwick (Clara), Robert Warwick (governatore Lew Wallace), Biff Elliot (Mike Williams), Fred Graham (Joe Graham), Chris Alcaide (Conroy)

## Jeb's Daughters
- Prima televisiva: 14 aprile 1960
- Diretto da: Paul Landres
- Scritto da: Arthur Browne, Jr.

### Trama
- Guest star: John Clarke (Billy Lordan), Wayne Tucker (Dort), Suzanne Lloyd (Bertha Ellis), Tom Reese (Cal), John Anderson (Jeb Wicken)

## Cavern of the Wind
- Prima televisiva: 21 aprile 1960
- Diretto da: Paul Landres
- Scritto da: Richard Fielder

### Trama
- Guest star: George Keymas (Apache), J. Pat O'Malley (Jonas), Paul Langton (sergente Sean McGrath), Enid Jaynes (Lily McGrath), Charles Stevens (Escudero), Richard Anderson (Lee Talent)

## Trojan Horse
- Prima televisiva: 5 maggio 1960
- Diretto da: Paul Wendkos
- Scritto da: Bob Barbash

### Trama
- Guest star: Murvyn Vye (Frank Seed), James Westerfield (Joshua Jones), Perry Cook (Charlie), Joseph V. Perry (Ben), Gene Nelson (Hardy Mullins), Diana Darrin (Cleo)